# Ольшанка (гміна Філіпув)
Ольшанка (пол. Olszanka) — село в Польщі, у гміні Філіпув Сувальського повіту Підляського воєводства.
Населення — 129 осіб (2011).
У 1975-1998 роках село належало до Сувальського воєводства.

## Демографія
Демографічна структура станом на 31 березня 2011 року:
|          | Загалом | Допрацездатний вік | Працездатний вік | Постпрацездатний вік |
| -------- | ------- | ------------------ | ---------------- | -------------------- |
| Чоловіки | 68      | 18                 | 41               | 9                    |
| Жінки    | 61      | 12                 | 31               | 18                   |
| Разом    | 129     | 30                 | 72               | 27                   |